# Nezumia aequalis

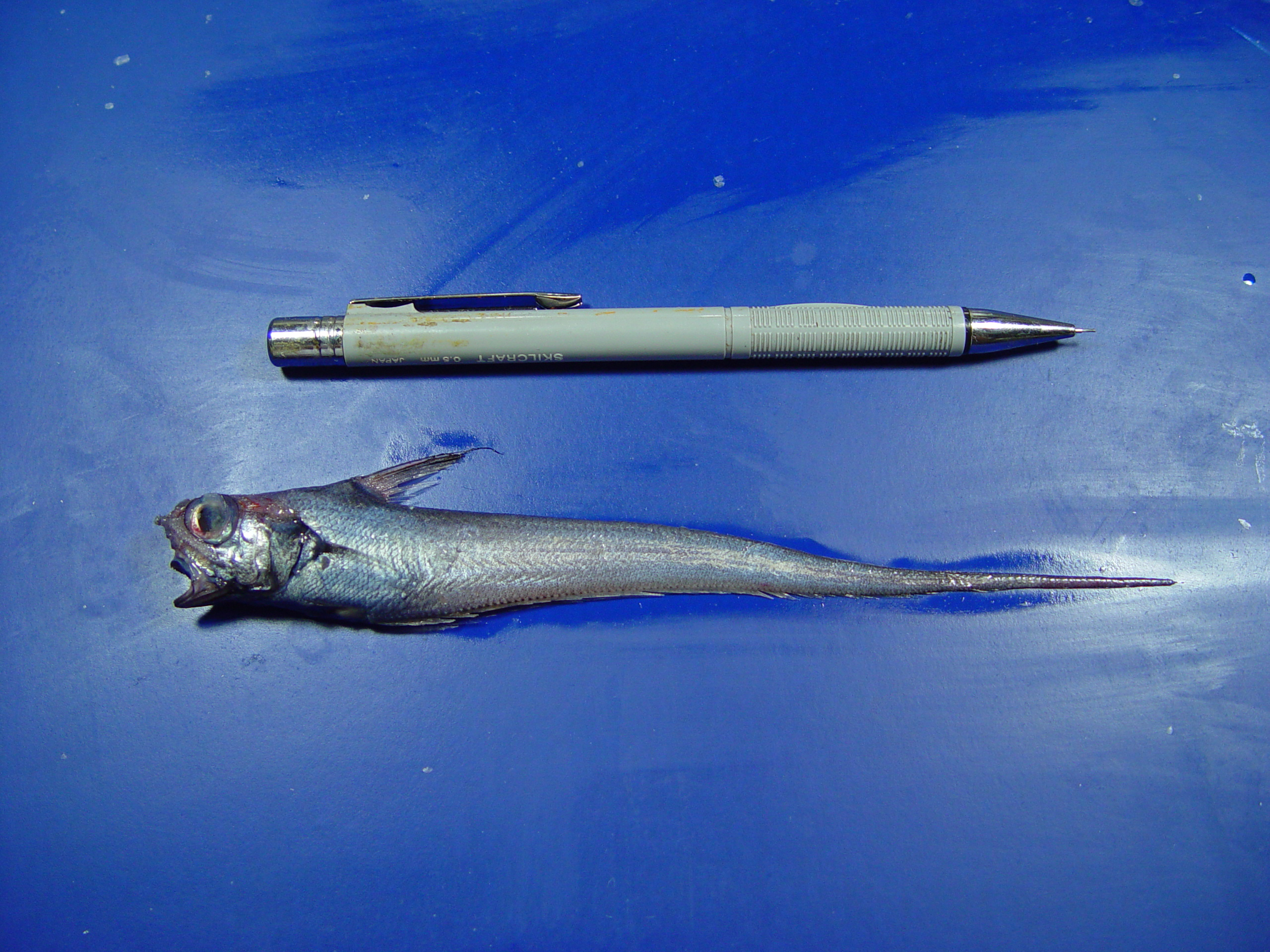

Nezumia aequalis (Valenciennes, 1838) è un pesce abissale della famiglia Macrouridae.

## Distribuzione ed habitat
È diffuso nell'Oceano Atlantico orientale tra le Isole Fær Øer e l'Angola ed è stato segnalato anche nel mar Mediterraneo.
Frequenta fondi fangosi tra 200 e 1000 m ma è stato catturato fino a 2320 metri.

## Descrizione
Ha il tipico aspetto dei pesci topo, con coda lunga e sottile e grandi occhi. Assomiglia molto al pesce sorcio spinoso con cui viene di frequente confuso. Il muso è corto ed appuntito, il mento porta un breve barbiglio.
Il colore dell'animale vivo è azzurrastro o violaceo con ventre argenteo. Le pinne ventrali sono nere con il primo raggio chiaro.

## Biologia
Pressoché ignota.

### Alimentazione
Si ciba di invertebrati bentonici o planctonici come crostacei e policheti.

## Pesca
Occasionale con reti a strascico.